# Hélène Fercocq
Hélène Fercocq, née le 27 août 1998 à Paris, est une footballeuse française évoluant au poste de milieu de terrain à l'En avant Guingamp.

## Biographie

### Carrière en club
Formée à l'ES Villiers-sur-Marne et à la VGA Saint-Maur, Hélène Fercocq intègre à 14 ans le Pôle France à Clairefontaine, puis à l'INSEP.
De 2015 à 2018, elle joue trois saisons au Stade de Reims, en Division 2. En 2018, elle découvre la Division 1 en signant au FC Metz. Elle suit en parallèle une formation en comptabilité et gestion au lycée Robert-Schuman.
Lors de la saison 2018-2019, elle est déléguée club de l'UNFP au sein du FC Metz.
En 2020, alors que Metz est relégué en D2, elle signe au Dijon FCO.

### Carrière en sélection
Hélène Fercocq totalise une vingtaine de sélections en équipe de France jeunes (U17 à U20), et participe à la finale du championnat d'Europe U19 en 2017. 
Elle fait également partie de la sélection des moins de 20 ans qui dispute la Coupe du monde U20 en Bretagne en 2018.

## Statistiques
| Saison                | Club                  | Championnat           | Championnat | Championnat | Coupe(s) nationale(s) | Coupe(s) nationale(s) | Total | Total |
| Saison                | Club                  | Division              | M.          | B.          | M.                    | B.                    | M.    | B.    |
| 2013-2014             | VGA Saint-Maur        | Division 2            | 1           | 1           | 0                     | 0                     | 1     | 1     |
| Sous-total            | Sous-total            | Sous-total            | 1           | 1           | 0                     | 0                     | 1     | 1     |
| 2015-2016             | Stade de Reims        | Division 2            | 9           | 1           | 0                     | 0                     | 9     | 1     |
| 2016-2017             | Stade de Reims        | Division 2            | 21          | 0           | 0                     | 0                     | 21    | 0     |
| 2017-2018             | Stade de Reims        | Division 2            | 17          | 0           | 1                     | 0                     | 18    | 0     |
| Sous-total            | Sous-total            | Sous-total            | 47          | 1           | 1                     | 0                     | 48    | 1     |
| 2018-2019             | FC Metz               | Division 1            | 22          | 0           | 2                     | 0                     | 24    | 0     |
| 2019-2020             | FC Metz               | Division 1            | 12          | 0           | 2                     | 0                     | 14    | 0     |
| Sous-total            | Sous-total            | Sous-total            | 34          | 0           | 4                     | 0                     | 38    | 0     |
| Total sur la carrière | Total sur la carrière | Total sur la carrière | 82          | 2           | 5                     | 0                     | 87    | 2     |

## Palmarès
France -19 ans
- Euro -19 ans
  - Finaliste : 2017